# Andrés Somellera
 Andrés Somellera  (Asunción,  Virreinato del Río de la Plata, agosto de 1809 -  Buenos Aires, Argentina, 18 de agosto de 1881   ) fue un político, abogado y juez de la Suprema Corte de Justicia. 
Sus padres fueron el jurista  Pedro Alcántara de Somellera y Telésfora Pinazo. En 1810, a poco de producirse  la Revolución de Mayo, su familia retornó a Buenos Aires, donde Somellera curso estudios y se graduó en abogacía.
Se casó con Justa Cané Andrade, hermana de Miguel Cané (padre) y viuda de Florencio Varela, quien había sido asesinado en Montevideo en 1848, con quien tuvo una hija, Delia Somellera.

## Carrera política
Debido a su oposición al gobierno de Juan Manuel de Rosas, tuvo que exiliarse en Montevideo, donde unió a la Legión Argentina para defender a la ciudad del ejército rosista. Después del derrocamiento de Rosas, Somellera retornó a Buenos Aires.
En la provincia de Buenos Aires fue elegido diputado en dos ocasiones y se desempeñó como Vicepresidente 2º y Presidente de la Legislatura. En cuatro oportunidades fue elegido senador provincial y presidió en los períodos (9 de octubre de 1868 – 6 de julio de 1871 y 29 de abril de 1873 – 28 de abril de 1874) la Cámara que integraba. Además ejerció como Convencional Constituyente. 

## Cargos judiciales
Luego de haber sido sucesivamente, juez, vocal de la Cámara de Apelaciones, vocal y Presidente del Tribunal Superior de Justicia, fue designado en 1875 para integrar la primera Suprema Corte de Justicia  de la Provincia de Buenos Aires y en 1879 fue su Presidente. Compartió el Tribunal, en distintos momentos, con Manuel María Escalada, Alejo B. Gonzalez Garaño, Sabiniano Kier y Sixto Villegas. Renunció por razones de salud y falleció en Buenos Aires el 18 de agosto de 1881. 